# Italochrysa yunnanica
Italochrysa yunnanica är en insektsart som beskrevs av C.-k. Yang 1986. Italochrysa yunnanica ingår i släktet Italochrysa och familjen guldögonsländor. Inga underarter finns listade i Catalogue of Life.